# Amani Hooker
Amani Corvelle Hooker (Minneapolis, Minnesota, 14 de junio de 1998) más conocido como Amani Hooker, es un jugador profesional estadounidense de fútbol americano que se desempeña en la posición de safety en Tennessee Titans, equipo de la National Football League (NFL).

## Carrera
Fue seleccionado en la cuarta ronda en la Reunión Anual de Selección de Jugadores de la NFL de 2019. Hizo su debut profesional con el equipo Tennessee Titans, donde lleva jugando cinco temporadas.